# János Rajz

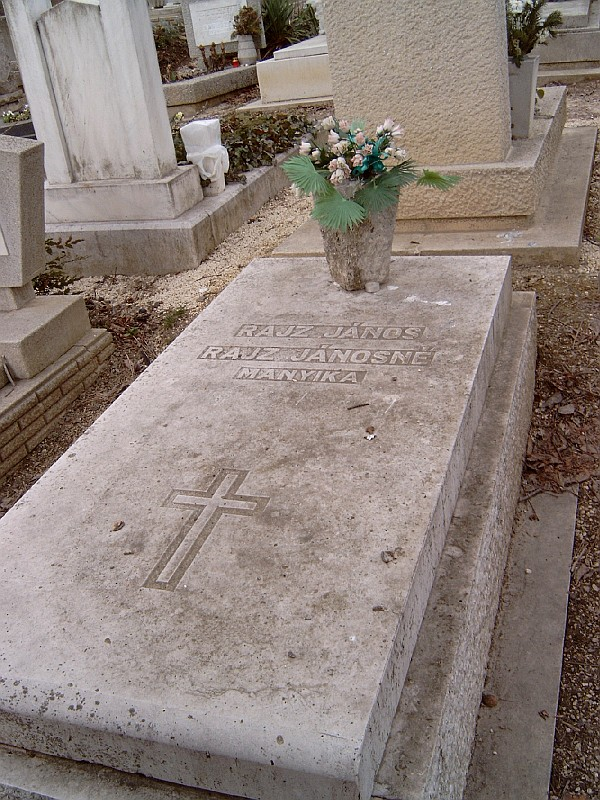
Mormântul lui János Rajz în cimitirul Farkasréti din Budapesta: 25-1-21.

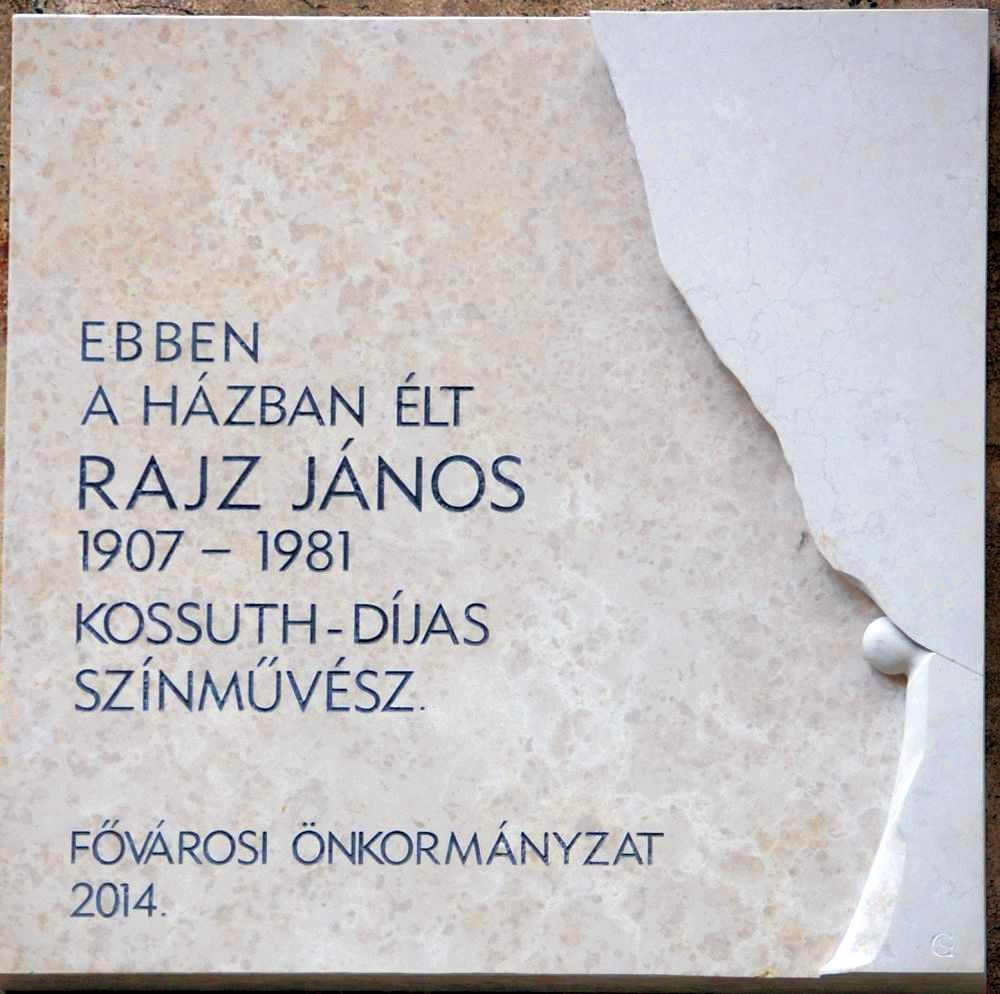
Placă memorială în Budapesta

János Rajz, Reisz (n. 13 februarie 1907, Budapesta, Austro-Ungaria – d. 20 iulie 1981, Budapesta, Republica Populară Ungară) a fost un actor maghiar, laureat al premiilor Kossuth și Jászai Mari, distins cu titlurile de artist emerit și maestru al artei.

## Biografie
Era fiul lui Ödön Rajz (Jenő Reisz) și al Gizellei Vámossy. Provenea dintr-o familie de actori, părinții și frații lui, Irén Rajz și Ferenc Rajz, au fost, de asemenea, actori. Numele de familie Reisz a fost schimbat în 1918 în cel de Rajz. A început să joace ca actor în 1924, pe când avea vârsta de 17 ani, la Debrețin, neavând absolvite cursuri de teatru.
A jucat ca actor la teatrele din Szeged (1925-1927), Debrețin (1927-1928), câteva orașe din provincie (1928-1929), la Teatrul Regal (1929-1930), la Bratislava (1930-1931), Košice (1931-1933), Miskolc (1933-1939), Košice (1939-1940), Pécs (1940-1941), Debrețin (1941-1943), Subotica (1943-1944), Debrețin (1944-1945), Teatrul Național din Szeged (1945-1951), Teatrul Armatei Poporului din Ungaria (1951-1952).
În 1952 a fost angajat la Teatrul Național, de unde s-a pensionat în 1976.
Pe 2 iunie 1943 s-a căsătorit la Debrețin cu Margit Süli, cu zece ani mai tânără.

## Personaje
Și-a început cariera ca dansator-comedian, mai ales în operete, dar a jucat ca actor timp de mai mulți ani. Capacitatea sa de creare a personajelor i-a fost apreciată cel mai mult pe scena Teatrului Național. Era o figură umilă, cu comportament simplu, o voce răgușită și umor, ceea ce făcea ca personajele create de el să fie memorabile.
A apărut în numeroase filme și seriale de televiziune, a dublat voci și a jucat în piese de teatru radiofonic. (A preluat rolul lui Ernő Szabó în serialul radiofonic A Szabó család  în 1966, după moartea predecesorului său, jucându-l timp de 15 ani, până la moartea sa, în aproximativ 750 de episoade).
În 1976 a înființat Fundația Rajz János.

## Roluri în piese de teatru
Numărul rolurilor interpretate potrivit evidențelor teatrale este de 116. Printre acestea se numără următoarele:
- Petrovics hadnagy (Kálmán Imre: A cirkuszhercegnő)
- Inas (Szigeti József: Rang és mód)
- Celestin (Hervé: Nebáncsvirág)
- Hlesztakov (Gogol: Revizorul)
- George (John Steinbeck: Șoareci și oameni)
- Dudás (Shakespeare: Visul unei nopți de vară)
- Scapin (Molière: Vicleniile lui Scapin)
- Balga (Vörösmarty Mihály: Csongor și Tünde)
- Corvino (Ben Jonson: Volpone)
- Írnok (Németh László: Galilei)
- 1. gyilkos (Shakespeare: Macbeth)
- Kikiáltó (Peter Weiss: Marat/Sade)
- Bíró (Peter Weiss: Vizsgálat)
- Tiszteles (Shaw: Warrenné mestersége)
- Harpagon (Molière: Avarul)

## Filmografie

### Filme de cinema
- 1953 A város alatt
- 1954 Liliomfi, regia Károly Makk
- 1955 Dandin György, avagy a megcsúfolt férj
- 1955 A 9-es kórterem, regia Károly Makk
- 1955 Accidentul (Gázolás), regia Viktor Gertler
- 1955 Böske
- 1955 Budapesti tavasz, regia Félix Máriássy
- 1956 A csodacsatár
- 1956 A császár parancsára
- 1956 Az eltüsszentett birodalom
- 1956 Gábor diák
- 1956 Papa Dolar (Dollárpapa), regia Viktor Gertler
- 1957 Nehéz kesztyűk
- 1957 Két vallomás
- 1957 A nagyrozsdási eset
- 1958 Umbrela Sfântului Petru (Szent Péter esernyője), regia Frigyes Bán, Vladislav Pavlovic
- 1958 Floarea de fier (Vasvirág), regia János Herskó
- 1958 Felfelé a lejtőn
- 1958 Don Juan legutolsó kalandja
- 1959 Pár lépés a határ
- 1959 Poznașa (Kölyök), regia Miklós Markos, Mihály Szemes
- 1959 Szerelem csütörtök
- 1959 Tegnap
- 1959 Sabie și zar (Kard és kocka), regia Imre Fehér
- 1959 Égrenyíló ablak
- 1959 Álmatlan évek
- 1960 Három csillag
- 1960 Două etaje de fericire (Két emelet boldogság), regia János Herskó
- 1961 Felmegyek a miniszterhez
- 1961 Puskák és galambok
- 1961 Două reprize în iad (Két félidő a pokolban), regia Zoltán Fábri
- 1961 Sínek között
- 1963 Un nou Ghilgameș (Új Gilgames), regia Mihály Szemes
- 1963 Hattyúdal
- 1963 Párbeszéd
- 1963 Tücsök
- 1963 Diplomatul gol (Meztelen diplomata), regia György Palásthy
- 1964 Logodnicele văduve (Özvegy menyasszonyok), regia Viktor Gertler
- 1964 Már nem olyan időket élünk
- 1964 Miért rosszak a magyar filmek?
- 1964 Mit csinált felséged 3-tól 5-ig?
- 1964 Álmodozások kora
- 1965 Fiii omului cu inima de piatră (A kőszívű ember fiai)
- 1965 Povestea prostiei mele (Butaságom története)
- 1965 Tízezer nap
- 1965 Az orvos halála
- 1966 Utószezon
- 1967 Cele trei nopți ale unei iubiri (Egy szerelem három éjszakája), regia György Révész
- 1968 A beszélő köntös
- 1968 Stelele din Eger (Egri csillagok) seria I-II
- 1968 Az utolsó kör
- 1969 Isten hozta, őrnagy úr!
- 1970 Utazás a koponyám körül
- 1970 A halhatatlan légiós - akit csak Péhovardnak hívtak
- 1970 Csak egy telefon
- 1971 Nyulak a ruhatárban
- 1971 A fekete város I-II.
- 1972 Lila ákác
- 1973 Egy srác fehér lovon
- 1978 Pălărie tare și nas de cartof (Keménykalap és krumpliorr), r. István Bácskai Lauro
- 1979 Iarba crește până la cer (Égigérő fű), regia György Palásthy

### Filme de televiziune
- Mindenki gyanús (1961)
- Állandó lakhelye nincs (1962)
- Prakovszky, a siket kovács (1963)
- A pénztárca (1964)
- Karácsonyi ének (1964)
- Ezer év (1964)
- Kakuk Marci nagy szerencséje (1966)
- Hétköznapi történet (1966)
- Mocorgó (1967)
- A postaláda (1967)
- Kincskereső kisködmön 1-6. (1967)
- Bors (1968)
- A két csaló (1968)
- A második lövés (1968)
- Az utolsó kör (1968)
- Az arany meg az asszony (1969)
- Körözés egy csütörtök körül (1969)
- Mennyei pokoljárás (1969)
- Az írnok kálváriája (1969)
- Igéző (1970)
- A revizor (1970)
- A rumra cserélt feleség (1970)
- Sose fagyunk meg! (1970)
- Tévedni isteni dolog (1970)
- Az utolsó ítélet (1970)
- Váratlan találkozások (1971)
- A fekete város 1-7. (1971)
- A tűz balladája (1972)
- Sólyom a sasfészekben (1973)
- Az ezeregyedik kilométer (1973)
- Az ember melegségre vágyik (1973)
- A Palacsintás király 1-2. (1973)
- Keménykalap és krumpliorr 1-4. (1974)
- Volpone (1974)
- Megtörtént bűnügyek (1974) sorozat Gyilkosság Budán című része
- A tolvaj és a bírák (1975)

## Dublaje de voce
- Cartouche (1962) A marsall - Lucien Raimbourg
- Tűz van, babám! (1967) Josef - Josef Kolb

## Teatru radiofonic
- Tóték (1974)

## Premii
- Premiul Jászai Mari (1957)
- Premiul Kossuth (1958)
- Artist emerit (1965)
- Maestru al artei (1973)